# Province autonome magyare
1952–1968
Entités précédentes :
- Mureș
- Staline

Entités suivantes :
- Mureș-Région autonome magyare
- Brașov

La Province autonome magyare (hongrois : Magyar Autonóm Tartomány) ou Région autonome magyare (roumain : Regiunea Autonomă Maghiară) est une ancienne division administrative de la République populaire de Roumanie.

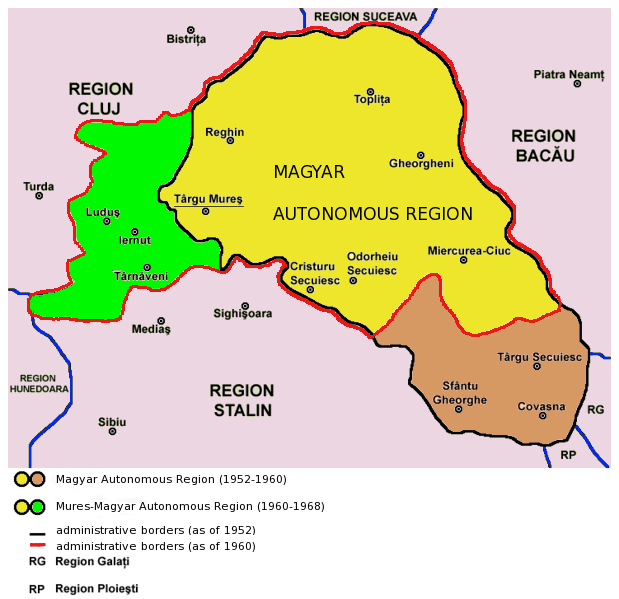
Région autonome magyare (1952–1960 : jaune et marron), Mureș-Région autonome magyare (1960-1968 : jaune et vert)

## Histoire
Jusqu'en 1950, la Roumanie, devenue une république communiste fin 1947 et occupée par l'Armée rouge, était divisée historiquement en județe. Dans le pays sicule, en Transylvanie, les județe de Mureș, Ciuc, Odorhei et Trei-Scaune à majorité hongroise étaient les anciens comitats hongrois de Maros-Torda, Csík, Udvarhely et Háromszék d'avant 1918.
En 1950, les autorités communistes décident de réformer la structure administrative du pays en supprimant les 57 județe pour instituer à la place 28 régions calquées sur les oblasts soviétiques et divisées comme ceux-ci en raions : le pays sicule se trouve alors divisé entre les régions du Mureș (nord) et de Staline (sud).
En 1952 les dirigeants modifient cette structure régionale en réduisant le nombre des régions à 18 : elles sont agrandies et l'une d'elles, calquée sur les oblasts autonomes de l'URSS est autonome : c'est la région à majorité hongroise correspondant en gros au pays sicule. Sa capitale est fixée à Târgu Mureș, ses langues officielles sont le hongrois et le roumain. En 1960, ses limites sont modifiées : elle est agrandie à l'ouest de deux raions de la région voisine de Cluj mais diminuée au sud-est de deux autres raions (correspondant en gros au comitat de Háromszék) au profit de la région de Staline (alors renommée Brașov). La nouvelle région « Mureș-Région autonome magyare » ainsi définie jusqu'en 1968, n'englobe plus tout le pays sicule à majorité magyare, mais comprend davantage de roumains.
En 1968, une nouvelle réforme rétablit les județe, agrandis et en moindre nombre (41) par rapport à ceux d'avant 1950. Le pays sicule se trouve alors divisé entre les județe de Mureș, Harghita et Covasna. Les Hongrois de Roumanie n'ont, dès lors, plus d'autonomie territoriale, mais seulement culturelle.